# Július Gašparík (kněz)
Július Gašparík (24. května 1915, Kováčová – 15. března 1989 Paříž) byl slovenský římskokatolický kněz, misionář, pedagog, historik a hudební skladatel.

## Životopis
Vystudoval kněžský seminář v Banské Bystrici. Na kněze byl vysvěcen 5. února 1939. Stal se v Banské Bystrici kaplanem. Roku 1943 byl jmenován profesorem církevního zpěvu a hudby na biskupském semináři a v roce 1944 notářem církevního soudního tribunálu. Po roce 1945 působil jako profesor náboženství na banskobystrickém chlapeckém gymnáziu a od roku 1947 také na Obchodní a průmyslové škole.
14. července 1950 byl komunistickou vládou kněžský seminář v Banské Bystrici zrušen a budova zestátněna. Gašparík emigroval do Francie, kde se podílel na založení Slovenské katolické misie ve Francii (Mision catholique slovaque en France) a stal se jejím prvním knězem. V misii působil až do své smrti v roce 1989.

## Dílo
V emigraci zkomponoval několik chrámových skladeb a přepracoval tradiční církevní hymny do modernějšího pojetí.